# Anadyr (fleuve)
Pour les articles homonymes, voir Anadyr.
L'Anadyr (en russe : Ана́дырь)  est un fleuve de 1 146 km de longueur, situé dans l'extrême nord-est de la Sibérie, en Russie.

## Géographie
L'Anadyr a sa source dans les monts Stanovoï, à environ 67° de latitude nord et 173° de longitude est. Il coule dans le district autonome de Tchoukotka. Son cours suit d'abord une direction sud ouest puis est avant de se jeter dans le golfe d'Anadyr situé dans la mer de Béring en face de l'Alaska. La région arrosée par le fleuve,  une toundra riche en espèces végétales, est très peu peuplée. La région  est dominée par des montagnes escarpées composant un paysage majestueux. Neuf mois par an, le pays est couvert de neige et les cours d'eau gelés sont utilisés comme des axes routiers. Lorsque les eaux sont libres, la plus grande partie du fleuve est navigable.
La ville d'Anadyr, centre administratif du district de Tchoukotka, est située sur l'embouchure du fleuve.
Les rennes, qui étaient autrefois très nombreux, constituaient la principale ressource des habitants de la région. Mais leur population a chuté dans des proportions catastrophiques depuis la réorganisation et la privatisation des fermes d'état de 1992. La population des caribous (rennes sauvages) a, durant la même période, sensiblement augmenté.

## Hydrologie
Le régime du fleuve Anadyr est de type nival de plaine comme tous les fleuves de Sibérie. Le fleuve connaît une brusque montée de ses eaux en juin au moment de la fonte des neiges. Son débit atteint 4 980 m3/s à Snezjnoje. Dès la fin de l'été le débit du fleuve chute pour atteindre un débit de seulement 23,3 m3/s à Snezjnoje à la fin de la saison hivernale en avril.

## Écologie
Le pays qu'il traverse est peu peuplé et dominé par la toundra, avec une flore très riche. Une grande partie de la région est dominée par des montagnes très accidentées. Pendant neuf mois de l'année, le sol est recouvert de neige et les rivières gelées deviennent des routes navigables.
Les rennes, qui étaient la principale source de nourriture des habitants locaux, proliféraient auparavant, mais la population domestique de rennes s'est effondrée de façon spectaculaire depuis la privatisation des sovkhozes à partir de 1992.
Dix espèces de saumons vivent dans le bassin de la rivière Anadyr. Chaque année, le dernier dimanche d'avril, une compétition de pêche sur glace est organisée dans les eaux estuariennes gelées de l'embouchure de la rivière Anadyr : ce festival est connu localement sous le nom de Korfest.
La région est un endroit estival pour un certain nombre d'oiseaux migrateurs, y compris les bernaches cravants, les canards siffleurs et les canards pilets de Californie.